# St. Jacobus Major (Kleinrheinfeld)

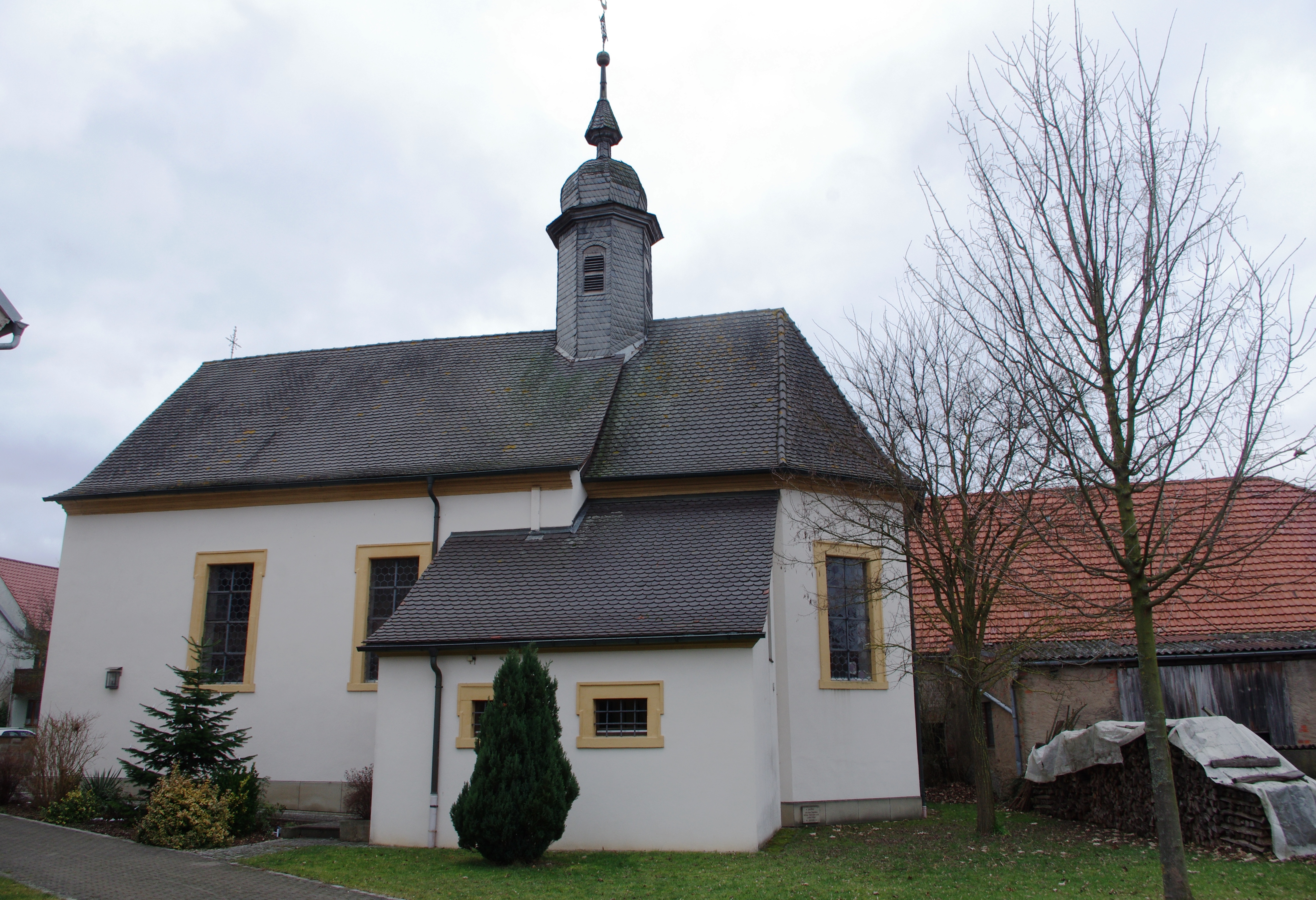
St. Jacobus Major (Kleinrheinfeld)

Die römisch-katholische, denkmalgeschützte Filialkirche St. Jacobus Major steht in Kleinrheinfeld, einem Gemeindeteil von Donnersdorf im Landkreis Schweinfurt (Unterfranken, Bayern). Das Bauwerk ist unter der Denkmalnummer D-6-78-124-43 als Baudenkmal in der Bayerischen Denkmalliste eingetragen. Die Kirche ist Filiale der Pfarrei Traustadt in der Pfarreiengemeinschaft Kirche am Zabelstein (Traustadt) im Dekanat Schweinfurt-Süd des Bistums Würzburg.

## Beschreibung
Die Saalkirche wurde unter Johann Philipp von Greiffenclau zu Vollraths 1712 gebaut, dessen Wappen sich im Sprenggiebel über dem Portal im Süden befindet. Aus dem Satteldach des Langhauses erhebt sich ein achteckiger, schiefergedeckter, mit einer Zwiebelhaube versehener Dachreiter, der hinter den Klangarkaden den Glockenstuhl beherbergt. Nach Norden schließt sich ein dreiseitig geschlossener Chor an. Das Altarretabel des Hochaltars aus der abgebrochenen Klosterkirche des Klosters Theres zeigt den heiligen Jakobus als Pilger. Im Altarauszug ist der heilige Martin, in der Brüstung der Kanzel sind die vier Evangelisten dargestellt. Das Taufbecken ist aus dem Jahr 1713. Die Orgel mit 10 Registern, einem Manual und einem Pedal wurde 2004 von Georg Weishaupt gebaut.